# Jacobus Sackmann

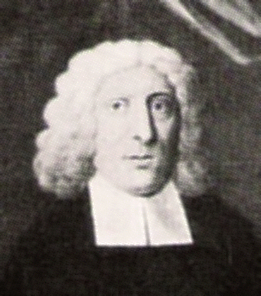
Jacobus Sackmann in zeitgenössischer Darstellung

Jacobus Sackmann (* 13. Februar 1643 in Hannover (Calenberger Neustadt); † 23. Mai 1718 in Limmer), eigentlich Jacobus Sackman, häufig auch Jobst Sackmann, war ein deutscher evangelischer Theologe, bekannt für seine plattdeutschen Predigten.

## Leben
Jacobus Sackmann wuchs in seinem Elternhaus in der Calenberger Neustadt auf, in dem aus der Zeit von Johann Duve errichteten Fachwerkhaus unter der – späteren – Adresse Lange Straße 57 Ecke Poststraße. Als Sohn eines Fleischermeisters und Kirchenvorstehers in der Calenberger Neustadt in Hannover geboren, besuchte Sackmann die Lateinschule und das Gymnasium Illustre in Bremen. Er studierte 1665 bis 1667 Theologie in Jena und wurde 1680 Pastor an der Nikolaikirche in Limmer, einem Dorf bei Hannover. Zum Kirchspiel gehörten auch Ahlem, Davenstedt und Velber. Berühmt wurde Sackmann durch seine im Calenberger Platt gehaltenen Predigten, deren Witz und Deftigkeit sogar in den hannoverschen Hofkreisen ruchbar wurden. Der Zeitgenosse Abraham a Santa Claras predigte wie sein Wiener Kollege mit „Volkes Stimme“, nahm also kein Blatt vor den Mund und übte Kritik sowohl an Missständen in Kirche und Staat als auch am Sittenverfall von einfachen und hochstehenden Leuten.
In einer Leichenrede würdigte Sackmann den an der Aegidienkirche in Hannover tätigen Pfarrer David Erythropel als „guten Dialecticus“.

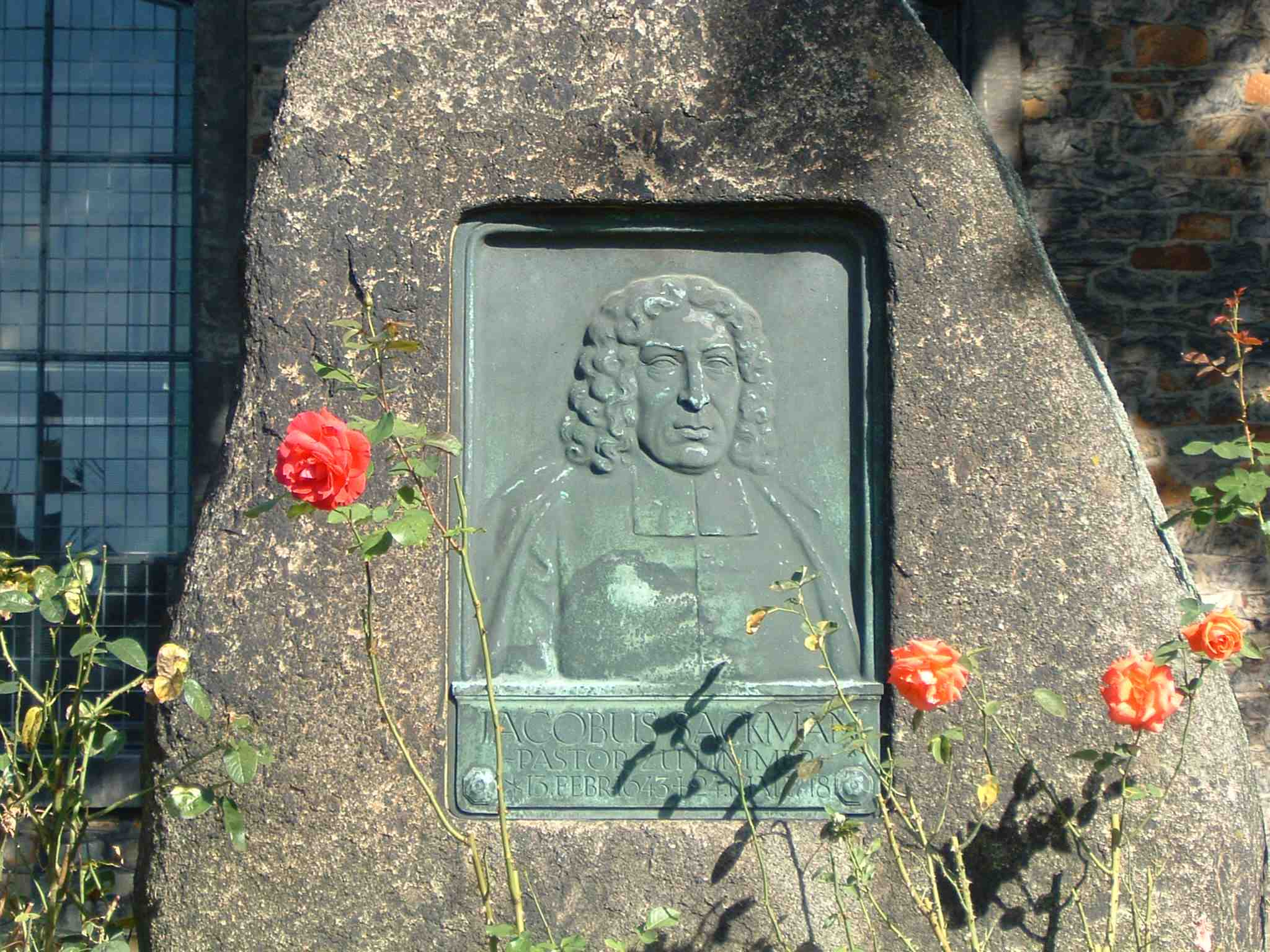
Das Sackmann-Denkmal vor der Nikolaikirche

„Ich habe von hertzen gelacht über die schöne predigt vom dorfpfaff“, schreibt etwa die Kurfürstin Sophie am 17. August 1710 an ihre Nichte Liselotte von der Pfalz („Euer Liebdgen“, E.L.) nach Paris; „mich wundert, daß E.L. nicht auch coriositet gehabt haben, den eloquenten pfaffen zu hören. Aber ich finde seine apostrophen ein wenig zu hart; man kann ihm wohl ein wenig verzeyen, aber gegen hertzog Anton Ulrich den respect zu fehlen, das verdinte härter straff alß gelt, darauff, deucht mir, hette man ihm die cantzel verbieten sollen ...“

## Ehrungen
- Noch vor 1901 wurde die historische Ortsstraße in Limmer in Sackmannstraße umbenannt.[4]
- 1913 wurde das von Unternehmer Christian Tegtmeyer initiierte[5] Sackmann-Denkmal auf der Wiese vor der Nikolaikirche in Erinnerung an diesen originellen Vertreter seiner Kirche enthüllt.[6] Dort ist die Schreibweise des Namens mit nur einem „n“ zu finden.
- Am 13. Oktober 1929 wurde an Sackmanns Wohnhaus seiner Jugendjahre eine Gedenktafel zu Ehren des Pastors angebracht.[1]

## Werke
- Jobst Sackmann's Plattdeutsche Predigten. Nebst Bericht über sein Leben und seine Zeit. Mit einer Zugabe von andern merkwürdigen Predigten, gehalten zu Anfang des vorigen Jahrhunderts. Celle 1864, Verlag der Schulze'schen Buchhandlung Celle. Herausgegeben von Friedrich Voigts. Nachdruck: Hannover-Döhren: von Hirschheydt 1977. (Deutscher Volkshumor auf der Kanzel) ISBN 3-7777-0869-0
- Die höchst ergötzlichen Predigten des Jobst Sackmann, weiland Pastors zu Limmer. Vorwort ('Inleitung') von Ch. H. Kleukens. Insel-Bücherei Nr. 476, Leipzig o. J.
- Unziemliche hoch- und niederdeutsche Predigten des Jacobus Sackman. Hrsg. und mit einem Nachwort versehen von Reimer Hansen. Breese im Bruche: Hansen 1982. (Breeser Blätter. 4)

## Sprechplatten
- Kurt Frost (Sprecher): Erret de Speel, Lüde nich [Plattdt. Barockpredigten], in der Reihe Niederdeutsche Stimmen, Leer: Schuster [1969], Sprechplatte : 33/min ; 25 cm